# Raión de Novoukrainka
Novoukrainka (en ucraniano: Новоукраїнський район) es un raión o distrito de Ucrania en el óblast de Kirovogrado. 
Comprende una superficie de 1668 km².
La capital es la ciudad de Novoukrainka.

## Demografía
Según estimación 2010 contaba con una población total de 48486 habitantes.

## Otros datos
El código KOATUU es 3524000000. El código postal 27100 y el prefijo telefónico +380 5251.